# Rutilio Tauro Emiliano Paladio
Rutilio Tauro Emiliano Paladio (en latín Rutilius Taurus Aemilianus Palladius), también llamado simplemente Paladio, fue un escritor y agrónomo romano del siglo IV. No se conocen detalles de su vida. Sin embargo, parte de su obra ha llegado hasta nuestros días.

## Obra
La obra de Paladio se centra fundamentalmente en la economía agrícola. Su tratado y almanaque sobre agricultura en 14 libros, conocido como "Opus agriculturae", o "Geoponicas", es una compilación que aborda con gran detalle cuestiones sobre los cultivos (en particular, el olivo y la vid), sobre ingeniería (construcciones rurales, acueductos), sobre cuidado del ganado y sobre mejoras en la producción de vinos y quesos. Sus textos son interesantes para conocer la vida romana en general, y en particular las actividades y prácticas agrícolas de su tiempo. El tratado está mayormente escrito en prosa, salvo el libro XIV, "De Insitione" ("De los injertos"), escrito en verso elegíaco.
Es el último de los llamados agrónomos, escritores latinos que trataron la agricultura desde el punto de vista económico, como Catón el Viejo, Varrón, Columela y Plinio el Viejo. 
Su obra sirvió de referencia para muchas prácticas agrícolas europeas al menos hasta el siglo XIV. 